# Мустафа Яхая
Мустафа Яхая (англ. Mustapha Yahaya; нар. 9 січня 1994, Еджису, Гана) — ганський футболіст, півзахисник гібралтарського клубу «Лінкольн Ред Імпс».

## Клубна кар'єра

### Ранні роки
Футболом розпочав займатися в Гані. У 2012 році виїхав до Нідерландів, де приєднався до академії «Твенте». Виступав спочатку за юнацьку (U-19) та молодіжну (U-21) команду «Твенте». За «Йонг Твенте» дебютував 7 серпня 2003 року в поєдинку Еерстедивізі проти «Осса», в якому замінив Юр'яна Маннеса. Після зняття команди U-23 по завершенні Еерстедивізі 2014/15 не зміг пробитися до першої команди, а в червні 2017 року, по завершенні контракту, залишив нідерландський клуб.

### «Юероп»
У липні 2016 року вільним агентом приєднався до гібралтарського клуб «Юероп». 14 липня 2016 року дебютував у Лізі Європи УЄФА, відіграв повні 90 хвилин у програному (0:1) поєдинку проти АІКа. Зіграв усі 90 хвилин й 21 липня 2017 року в матчі-відповіді, який завершився з аналогічним рахунком на користь шведів. 26 червня 2017 року провів 90 хвилин у матчі плей-оф Ліги чемпіонів проти «Нью-Сейнтс», який завершився перемогою його клубу з рахунком 2:1. Він також зіграв усі 90 хвилин у матчі-відповіді 4 липня 2017 року, який завершився поразкою гібралтарського клубу з рахунком 1:3, й, таким чином, поразкою за сумою двох матчів з рахунком 3:4 та вильотом з 1-го кваліфікаційного раунду вище вказаного турніру.

### «Лінкольн Ред Імпс»
У серпні 2019 року перебрався до іншого гібралтарського клубу, «Лінкольн Ред Імпс». 27 серпня 2020 року зіграв у матчі кваліфікації Ліги Європи УЄФА проти «Уніон Тітус Петанж», на 95-й хвилині доданого часу відзначився другим голом своєї команди й допомогти здобути перемогу з рахунком 2:0 та вийти до наступного раунду турніру. 17 вересня 2019 року відіграв усі 90 хвилин у програному (0:5) поєдинку проти «Рейнджерс», після чого єврокубковий сезон для «Лінкольн Ред Імпс» було завершено.

## Статистика виступів
| Сезон             | клуб              |                   | Змагання           | Змагання | Змагання | Кубок | Кубок | Суперкубок | Суперкубок | Єврокубки | Єврокубки | Загалом | Загалом |
| Сезон             | клуб              | Матчі             | Змагання           | Голи     | Матчі    | Голи  | Матчі | Голи       | Матчі      | Голи      | Матчі     | Голи    |         |
| ----------------- | ----------------- | ----------------- | ------------------ | -------- | -------- | ----- | ----- | ---------- | ---------- | --------- | --------- | ------- | ------- |
| 2013/14           | «Йонг Твенте»     | Нідерланди        | Еерстедивізі       | 20       | 0        | -     | -     | -          | -          | -         | -         | 20      | 0       |
| 2014/15           | «Йонг Твенте»     | Нідерланди        | Еерстедивізі       | 2        | 0        | -     | -     | -          | -          | -         | -         | 2       | 0       |
| 2015/16           | «Йонг Твенте»     | Нідерланди        | Белофтен Ередивізі | 7        | 1        | -     | -     | -          | -          | -         | -         | 7       | 1       |
| 2016/17           | «Юероп»           | Гібралтар         | Прем'єр-дивізіон   | 21       | 3        | 4     | 0     | 0          | 0          | 2         | 0         | 27      | 3       |
| 2017/18           | «Юероп»           | Гібралтар         | Прем'єр-дивізіон   | 16       | 2        | 4     | 0     | 0          | 0          | 2         | 0         | 22      | 2       |
| 2018/19           | «Юероп»           | Гібралтар         | Прем'єр-дивізіон   | 12       | 0        | 0     | 0     | 0          | 0          | 2         | 0         | 14      | 0       |
| Усього за кар'єру | Усього за кар'єру | Усього за кар'єру | Усього за кар'єру  | 78       | 6        | 8     | 0     | 0          | 0          | 6         | 0         | 92      | 6       |

Станом на 29 грудня 2018

## Досягнення
«Юероп»
- Прем'єр-дивізіон Гібралтару
  -  Чемпіон (1): 2016/17

- Кубок Гібралтару
  -  Володар (3): 2016/17, 2017/18, 2019

- Суперкубок Гібралтару
  -  Чемпіон (1): 2018

«Лінкольн Ред Імпс»
- Прем'єр-дивізіон Гібралтару
  -  Чемпіон (4): 2020/21, 2021/22, 2022/23, 2023/24

- Кубок Гібралтару
  -  Володар (3): 2021, 2022, 2024

- Суперкубок Гібралтару
  -  Чемпіон (1): 2022

Індивідуальні
- Найкращий півзахисник Прем'єр-дивізіон Гібралтару (1): 2018/19[14]